# Bádenas
Bádenas (em aragonês: Badenas) é um município da Espanha na província de Teruel, comunidade autónoma de Aragão. Tem 31,3 km² de área e em 2021 tinha 18 habitantes (densidade: 0,6 hab./km²).

## Demografia
| Variação demográfica do município entre 1991 e 2004 | Variação demográfica do município entre 1991 e 2004 | Variação demográfica do município entre 1991 e 2004 | Variação demográfica do município entre 1991 e 2004 |
| --------------------------------------------------- | --------------------------------------------------- | --------------------------------------------------- | --------------------------------------------------- |
| 1991                                                | 1996                                                | 2001                                                | 2004                                                |
| 29                                                  | 25                                                  | 25                                                  | 19                                                  |